# Brachirus elongatus
Brachirus elongatus és un peix teleosti de la família dels soleids i de l'ordre dels pleuronectiformes que es troba a l'estuari del Mekong.